# 韋斯頓 (康乃狄克州)
韋斯頓（英語：Weston）是一座位於美國康乃狄克州費爾菲爾德縣的城鎮。

## 地理
韋斯頓的座標為41°13′32″N 73°22′14″W / 41.22556°N 73.37056°W，而該地的平均海拔高度為96米（即315英尺）。

## 人口
根據2010年美國人口普查的數據，韋斯頓的面積為53.60平方千米，當中陸地面積為51.30平方千米，而水域面積為2.30平方千米。當地共有人口10179人，而人口密度為每平方千米190人。